# Eleições legislativas portuguesas de 2002 no distrito de Viseu
| Eleições legislativas portuguesas de 2002 Distritos: Aveiro \| Beja \| Braga \| Bragança \| Castelo Branco \| Coimbra \| Évora \| Faro \| Guarda \| Leiria \| Lisboa \| Portalegre \| Porto \| Santarém \| Setúbal \| Viana do Castelo \| Vila Real \| Viseu \| Açores \| Madeira \| Estrangeiro |

## Resultados por Concelho
Os resultados nos concelhos do Distrito de Viseu foram os seguintes:

### Armamar
| Partido                 | Partido                        | Votos | %               | +/-  |
| ----------------------- | ------------------------------ | ----- | --------------- | ---- |
|                         | Partido Social Democrata       | 2 536 | 59,70 / 100,00  | 3,58 |
|                         | Partido Socialista             | 915   | 21,54 / 100,00  | 6,15 |
|                         | Partido Popular                | 571   | 13,44 / 100,00  | 4,33 |
|                         | Coligação Democrática Unitária | 71    | 1,67 / 100,00   | 0,74 |
|                         | Outros                         | 72    | 1,70 / 100,00   |      |
| Votos Inválidos         | Votos Inválidos                | 83    | 1,95 / 100,00   | 0,30 |
| Total                   | Total                          | 4 248 | 100,00 / 100,00 |      |
| Eleitorado/Participação | Eleitorado/Participação        | 7 064 | 60,14 / 100,00  | 0,79 |

| Freguesia             | %     | %     | %     | %    | Votantes |
| Freguesia             | PSD   | PS    | PP    | CDU  | Votantes |
| --------------------- | ----- | ----- | ----- | ---- | -------- |
| Aldeias               | 74,55 | 8,24  | 13,98 | 0,72 | 279      |
| Aricera               | 70,09 | 15,38 | 9,40  | 1,71 | 117      |
| Armamar               | 52,84 | 25,35 | 13,21 | 5,38 | 651      |
| Cimbres               | 73,87 | 10,36 | 13,96 | 0,45 | 222      |
| Coura                 | 59,57 | 23,40 | 10,64 | 2,13 | 47       |
| Folgosa               | 38,95 | 46,07 | 7,87  | 1,50 | 267      |
| Fontelo               | 52,37 | 33,41 | 8,06  | 2,37 | 422      |
| Goujoim               | 44,26 | 6,56  | 45,90 | 1,64 | 61       |
| Queimada              | 77,41 | 5,86  | 9,21  | 0,42 | 239      |
| Queimadela            | 59,80 | 15,20 | 22,55 | 0    | 204      |
| Santa Cruz            | 83,33 | 6,82  | 6,82  | 0,76 | 132      |
| Santiago              | 65,58 | 15,58 | 10,39 | 0,65 | 154      |
| Santo Adrião          | 35,29 | 36,76 | 17,65 | 0    | 68       |
| São Cosmado           | 55,24 | 29,06 | 12,04 | 0,79 | 382      |
| São Martinho das Chãs | 65,12 | 13,95 | 17,73 | 0    | 344      |
| São Romão             | 53,49 | 20,93 | 20,16 | 2,33 | 129      |
| Tões                  | 69,92 | 13,53 | 11,28 | 2,26 | 133      |
| Vacalar               | 61,31 | 25,60 | 10,71 | 0,60 | 168      |
| Vila Seca             | 50,66 | 24,89 | 19,65 | 0,87 | 229      |
| Armamar               | 59,70 | 21,54 | 13,44 | 1,67 | 4 248    |

### Carregal do Sal
| Partido                 | Partido                        | Votos | %               | +/-  |
| ----------------------- | ------------------------------ | ----- | --------------- | ---- |
|                         | Partido Social Democrata       | 2 925 | 54,05 / 100,00  | 6,05 |
|                         | Partido Socialista             | 1 547 | 28,58 / 100,00  | 8,76 |
|                         | Partido Popular                | 647   | 11,95 / 100,00  | 3,26 |
|                         | Coligação Democrática Unitária | 69    | 1,27 / 100,00   | 0,57 |
|                         | Bloco de Esquerda              | 61    | 1,13 / 100,00   | 0,23 |
|                         | Outros                         | 53    | 0,97 / 100,00   |      |
| Votos Inválidos         | Votos Inválidos                | 110   | 2,03 / 100,00   | 0,11 |
| Total                   | Total                          | 5 412 | 100,00 / 100,00 |      |
| Eleitorado/Participação | Eleitorado/Participação        | 9 463 | 57,19 / 100,00  | 0,06 |

| Freguesia          | %     | %     | %     | %    | %    | Votantes |
| Freguesia          | PSD   | PS    | PP    | CDU  | BE   | Votantes |
| ------------------ | ----- | ----- | ----- | ---- | ---- | -------- |
| Beijós             | 57,58 | 27,27 | 11,00 | 0,96 | 0,16 | 627      |
| Cabanas de Viriato | 50,90 | 35,60 | 9,08  | 0,48 | 0,96 | 837      |
| Currelos           | 55,98 | 27,94 | 10,54 | 0,97 | 2,20 | 1 138    |
| Oliveira do Conde  | 48,54 | 30,47 | 13,92 | 2,16 | 1,17 | 1 710    |
| Papízios           | 44,82 | 33,98 | 13,98 | 1,45 | 1,45 | 415      |
| Parada             | 75,64 | 9,63  | 12,77 | 0,59 | 0,20 | 509      |
| Sobral             | 56,82 | 27,84 | 11,93 | 1,14 | 0    | 176      |
| Carregal do Sal    | 54,05 | 28,58 | 11,95 | 1,27 | 1,13 | 5 412    |

### Castro Daire
| Partido                 | Partido                        | Votos  | %               | +/-  |
| ----------------------- | ------------------------------ | ------ | --------------- | ---- |
|                         | Partido Social Democrata       | 4 883  | 56,41 / 100,00  | 6,21 |
|                         | Partido Socialista             | 2 463  | 28,45 / 100,00  | 6,44 |
|                         | Partido Popular                | 877    | 10,13 / 100,00  | 0,84 |
|                         | Coligação Democrática Unitária | 92     | 1,06 / 100,00   | 0,24 |
|                         | Outros                         | 191    | 2,20 / 100,00   |      |
| Votos Inválidos         | Votos Inválidos                | 150    | 1,73 / 100,00   | 0,12 |
| Total                   | Total                          | 8 656  | 100,00 / 100,00 |      |
| Eleitorado/Participação | Eleitorado/Participação        | 15 659 | 55,28 / 100,00  | 1,06 |

| Freguesia       | %     | %     | %     | %    | Votantes |
| Freguesia       | PSD   | PS    | PP    | CDU  | Votantes |
| --------------- | ----- | ----- | ----- | ---- | -------- |
| Almofala        | 80,00 | 4,12  | 12,94 | 0    | 170      |
| Alva            | 52,08 | 40,18 | 3,57  | 0,60 | 336      |
| Cabril          | 43,10 | 40,74 | 12,46 | 1,01 | 297      |
| Castro Daire    | 54,10 | 30,55 | 9,36  | 1,66 | 1 987    |
| Cujó            | 72,40 | 8,60  | 15,41 | 0,72 | 279      |
| Ermida          | 62,33 | 19,86 | 13,70 | 2,05 | 146      |
| Ester           | 46,24 | 35,48 | 11,29 | 0    | 186      |
| Gafanhão        | 47,62 | 40,95 | 3,81  | 0,95 | 105      |
| Gosende         | 62,50 | 23,44 | 8,13  | 0,94 | 320      |
| Mamouros        | 56,25 | 33,24 | 6,53  | 0,28 | 352      |
| Mezio           | 73,45 | 14,48 | 7,24  | 1,72 | 290      |
| Mões            | 48,82 | 37,30 | 9,63  | 0,66 | 1 059    |
| Moledo          | 55,13 | 30,33 | 9,00  | 0,95 | 633      |
| Monteiras       | 66,80 | 8,88  | 20,08 | 0,77 | 259      |
| Moura Morta     | 60,67 | 11,24 | 24,72 | 1,12 | 89       |
| Parada de Ester | 56,07 | 34,94 | 4,60  | 0,63 | 478      |
| Pepim           | 58,55 | 26,07 | 8,55  | 0,85 | 234      |
| Picão           | 53,45 | 5,17  | 37,36 | 1,72 | 174      |
| Pinheiro        | 60,60 | 25,27 | 10,71 | 0,43 | 467      |
| Reriz           | 39,66 | 40,22 | 12,01 | 2,79 | 358      |
| Ribolhos        | 62,76 | 26,02 | 6,63  | 1,02 | 196      |
| São Joaninho    | 78,84 | 11,20 | 6,64  | 0,41 | 241      |
| Castro Daire    | 56,41 | 28,45 | 10,13 | 1,06 | 8 656    |

### Cinfães
| Partido                 | Partido                        | Votos  | %               | +/-   |
| ----------------------- | ------------------------------ | ------ | --------------- | ----- |
|                         | Partido Social Democrata       | 5 097  | 47,55 / 100,00  | 10,96 |
|                         | Partido Socialista             | 4 123  | 38,46 / 100,00  | 9,56  |
|                         | Partido Popular                | 970    | 9,05 / 100,00   | 0,82  |
|                         | Coligação Democrática Unitária | 149    | 1,39 / 100,00   | 0,93  |
|                         | Outros                         | 227    | 2,13 / 100,00   |       |
| Votos Inválidos         | Votos Inválidos                | 154    | 1,44 / 100,00   | 0,43  |
| Total                   | Total                          | 10 720 | 100,00 / 100,00 |       |
| Eleitorado/Participação | Eleitorado/Participação        | 19 442 | 55,14 / 100,00  | 6,55  |

| Freguesia                 | %     | %     | %     | %    | Votantes |
| Freguesia                 | PSD   | PS    | PP    | CDU  | Votantes |
| ------------------------- | ----- | ----- | ----- | ---- | -------- |
| Alhões                    | 39,87 | 35,44 | 17,72 | 1,27 | 158      |
| Bustelo                   | 62,50 | 31,25 | 3,75  | 0    | 80       |
| Cinfães                   | 40,33 | 47,35 | 6,71  | 2,03 | 1 624    |
| Espadanedo                | 66,39 | 23,75 | 7,36  | 0,28 | 720      |
| Ferreiros de Tendais      | 40,26 | 35,13 | 19,74 | 1,79 | 390      |
| Fornelos                  | 47,59 | 35,53 | 12,50 | 0,66 | 456      |
| Gralheira                 | 45,74 | 21,71 | 27,91 | 0,78 | 129      |
| Moimenta                  | 47,49 | 36,79 | 9,36  | 1,67 | 299      |
| Nespereira                | 58,74 | 24,37 | 12,10 | 1,18 | 1 190    |
| Oliveira do Douro         | 34,10 | 49,94 | 8,71  | 2,78 | 827      |
| Ramires                   | 43,86 | 45,61 | 3,51  | 3,51 | 57       |
| Santiago de Piães         | 54,63 | 32,01 | 8,18  | 1,20 | 831      |
| São Cristóvão de Nogueira | 32,80 | 54,81 | 6,62  | 1,92 | 936      |
| Souselo                   | 50,41 | 38,45 | 6,86  | 1,29 | 1 472    |
| Tarouquela                | 53,73 | 35,18 | 7,11  | 0,69 | 577      |
| Tendais                   | 55,47 | 26,76 | 12,50 | 1,17 | 512      |
| Travanca                  | 37,54 | 54,33 | 5,41  | 0    | 462      |
| Cinfães                   | 47,55 | 38,46 | 9,05  | 1,39 | 10 720   |

### Lamego
| Partido                 | Partido                        | Votos  | %               | +/-   |
| ----------------------- | ------------------------------ | ------ | --------------- | ----- |
|                         | Partido Social Democrata       | 7 661  | 48,79 / 100,00  | 10,39 |
|                         | Partido Socialista             | 5 414  | 34,48 / 100,00  | 9,35  |
|                         | Partido Popular                | 1 627  | 10,36 / 100,00  | 0,32  |
|                         | Coligação Democrática Unitária | 346    | 2,20 / 100,00   | 0,99  |
|                         | Bloco de Esquerda              | 228    | 1,45 / 100,00   | 0,31  |
|                         | Outros                         | 182    | 1,16 / 100,00   |       |
| Votos Inválidos         | Votos Inválidos                | 243    | 1,55 / 100,00   | 0,28  |
| Total                   | Total                          | 15 701 | 100,00 / 100,00 |       |
| Eleitorado/Participação | Eleitorado/Participação        | 25 859 | 60,72 / 100,00  | 1,94  |

| Freguesia                   | %     | %     | %     | %     | %    | Votantes |
| Freguesia                   | PSD   | PS    | PP    | CDU   | BE   | Votantes |
| --------------------------- | ----- | ----- | ----- | ----- | ---- | -------- |
| Avões                       | 41,74 | 31,59 | 6,67  | 16,23 | 1,16 | 345      |
| Bigorne                     | 71,43 | 11,43 | 14,29 | 0     | 0    | 35       |
| Britiande                   | 50,71 | 34,70 | 8,36  | 3,20  | 1,25 | 562      |
| Cambres                     | 35,74 | 48,08 | 9,13  | 2,96  | 0,96 | 1 248    |
| Cepões                      | 72,92 | 16,32 | 6,60  | 1,04  | 0,17 | 576      |
| Ferreirim                   | 44,61 | 38,05 | 10,94 | 1,68  | 1,35 | 594      |
| Ferreiros de Avões          | 39,73 | 25,34 | 26,03 | 4,11  | 1,71 | 292      |
| Figueira                    | 57,74 | 15,85 | 17,74 | 4,53  | 0,75 | 265      |
| Lalim                       | 55,58 | 32,91 | 7,31  | 0,55  | 1,28 | 547      |
| Lamego (Almacave)           | 49,13 | 35,66 | 8,82  | 1,77  | 2,34 | 4 352    |
| Lamego (Sé)                 | 48,93 | 35,19 | 10,06 | 2,34  | 1,14 | 2 097    |
| Lazarim                     | 60,88 | 19,56 | 6,34  | 0,83  | 4,13 | 363      |
| Magueija                    | 45,57 | 30,80 | 15,82 | 2,74  | 1,05 | 474      |
| Meijinhos                   | 70,77 | 10,77 | 12,31 | 0     | 0    | 65       |
| Melcões                     | 53,09 | 34,57 | 7,41  | 1,23  | 1,23 | 81       |
| Parada do Bispo             | 39,68 | 46,83 | 7,14  | 2,38  | 1,59 | 126      |
| Penajoia                    | 46,00 | 32,00 | 18,29 | 1,00  | 0,57 | 700      |
| Penude                      | 56,46 | 24,56 | 14,32 | 0,58  | 0,81 | 859      |
| Pretarouca                  | 52,05 | 31,51 | 6,85  | 0     | 6,85 | 73       |
| Samodães                    | 45,27 | 31,08 | 16,89 | 0,68  | 1,35 | 148      |
| Sande                       | 32,76 | 51,13 | 11,79 | 1,21  | 1,21 | 577      |
| Valdigem                    | 41,48 | 49,07 | 6,24  | 0,51  | 0,84 | 593      |
| Várzea de Abrunhais         | 41,34 | 43,46 | 9,54  | 3,53  | 0    | 283      |
| Vila Nova de Souto d'El-Rei | 67,04 | 17,04 | 9,64  | 2,91  | 0,67 | 446      |
| Lamego                      | 48,79 | 34,48 | 10,36 | 2,20  | 1,45 | 15 701   |

### Mangualde
| Partido                 | Partido                        | Votos  | %               | +/-  |
| ----------------------- | ------------------------------ | ------ | --------------- | ---- |
|                         | Partido Social Democrata       | 5 443  | 50,64 / 100,00  | 6,77 |
|                         | Partido Socialista             | 3 670  | 34,15 / 100,00  | 6,27 |
|                         | Partido Popular                | 1 017  | 9,46 / 100,00   | 0,68 |
|                         | Coligação Democrática Unitária | 195    | 1,81 / 100,00   | 0,45 |
|                         | Bloco de Esquerda              | 128    | 1,19 / 100,00   | 0,11 |
|                         | Outros                         | 109    | 1,01 / 100,00   |      |
| Votos Inválidos         | Votos Inválidos                | 186    | 1,73 / 100,00   | 0,33 |
| Total                   | Total                          | 10 748 | 100,00 / 100,00 |      |
| Eleitorado/Participação | Eleitorado/Participação        | 18 808 | 57,15 / 100,00  | 0,07 |

| Freguesia               | %     | %     | %     | %    | %    | Votantes |
| Freguesia               | PSD   | PS    | PP    | CDU  | BE   | Votantes |
| ----------------------- | ----- | ----- | ----- | ---- | ---- | -------- |
| Abrunhosa-a-Velha       | 53,58 | 35,83 | 5,61  | 1,25 | 0,93 | 321      |
| Alcafache               | 49,11 | 40,18 | 7,50  | 1,61 | 0,54 | 560      |
| Chãs de Tavares         | 65,14 | 20,92 | 8,84  | 0,85 | 0,34 | 588      |
| Cunha Alta              | 33,96 | 53,77 | 2,83  | 1,89 | 1,89 | 106      |
| Cunha Baixa             | 61,08 | 22,59 | 11,52 | 1,17 | 1,02 | 686      |
| Espinho                 | 52,58 | 31,27 | 10,31 | 1,03 | 1,37 | 582      |
| Fornos de Maceira Dão   | 51,57 | 35,75 | 8,21  | 2,05 | 0,60 | 828      |
| Freixiosa               | 72,51 | 16,96 | 4,68  | 0,58 | 2,34 | 171      |
| Lobelhe do Mato         | 56,48 | 26,42 | 10,88 | 1,55 | 0,52 | 193      |
| Mangualde               | 45,36 | 38,07 | 9,92  | 2,59 | 1,53 | 4 255    |
| Mesquitela              | 44,80 | 35,88 | 10,83 | 2,34 | 3,61 | 471      |
| Moimenta de Maceira Dão | 48,47 | 35,38 | 12,26 | 0,56 | 0,84 | 359      |
| Póvoa de Cervães        | 54,66 | 24,22 | 16,15 | 1,86 | 0    | 161      |
| Quintela de Azurara     | 43,48 | 41,81 | 8,36  | 2,01 | 0,67 | 299      |
| Santiago de Cassurrães  | 55,43 | 33,15 | 6,39  | 0,82 | 0,68 | 736      |
| São João da Fresta      | 60,84 | 22,89 | 12,05 | 0    | 0    | 166      |
| Travanca de Tavares     | 67,37 | 16,84 | 10,53 | 2,11 | 0    | 95       |
| Várzea de Tavares       | 50,29 | 34,50 | 12,28 | 0    | 0,58 | 171      |
| Mangualde               | 50,64 | 34,15 | 9,46  | 1,81 | 1,19 | 10 748   |

### Moimenta da Beira
| Partido                 | Partido                        | Votos  | %               | +/-  |
| ----------------------- | ------------------------------ | ------ | --------------- | ---- |
|                         | Partido Social Democrata       | 2 858  | 48,90 / 100,00  | 7,07 |
|                         | Partido Socialista             | 1 848  | 31,62 / 100,00  | 6,13 |
|                         | Partido Popular                | 806    | 13,79 / 100,00  | 0,31 |
|                         | Coligação Democrática Unitária | 95     | 1,63 / 100,00   | 0,80 |
|                         | Bloco de Esquerda              | 65     | 1,11 / 100,00   | 0,28 |
|                         | Outros                         | 66     | 1,13 / 100,00   |      |
| Votos Inválidos         | Votos Inválidos                | 107    | 1,83 / 100,00   | 0,19 |
| Total                   | Total                          | 5 845  | 100,00 / 100,00 |      |
| Eleitorado/Participação | Eleitorado/Participação        | 10 883 | 53,71 / 100,00  | 0,68 |

| Freguesia         | %     | %     | %     | %    | %    | Votantes |
| Freguesia         | PSD   | PS    | PP    | CDU  | BE   | Votantes |
| ----------------- | ----- | ----- | ----- | ---- | ---- | -------- |
| Aldeia de Nacomba | 63,86 | 24,10 | 7,23  | 2,41 | 1,20 | 83       |
| Alvite            | 39,90 | 40,58 | 13,18 | 2,05 | 1,37 | 584      |
| Arcozelos         | 46,26 | 33,05 | 14,94 | 0,57 | 1,72 | 348      |
| Ariz              | 51,38 | 26,61 | 16,51 | 0,92 | 0,92 | 109      |
| Baldos            | 47,79 | 31,62 | 16,18 | 0    | 0    | 136      |
| Cabaços           | 54,47 | 25,20 | 15,85 | 1,22 | 0    | 246      |
| Caria             | 61,41 | 19,13 | 13,42 | 0,34 | 2,35 | 298      |
| Castelo           | 61,88 | 23,75 | 11,88 | 0,63 | 0    | 160      |
| Leomil            | 46,07 | 31,26 | 17,00 | 2,19 | 0,91 | 547      |
| Moimenta da Beira | 33,55 | 47,33 | 13,13 | 2,79 | 1,56 | 1 219    |
| Nagosa            | 64,00 | 12,80 | 19,20 | 0,80 | 0,80 | 125      |
| Paradinha         | 51,85 | 20,99 | 19,75 | 2,47 | 1,23 | 81       |
| Passô             | 37,83 | 25,22 | 22,17 | 5,22 | 0,87 | 230      |
| Pera Velha        | 62,84 | 13,51 | 14,86 | 0,68 | 2,03 | 148      |
| Peva              | 56,52 | 29,81 | 9,01  | 0,31 | 0,62 | 322      |
| Rua               | 49,74 | 36,24 | 9,52  | 0,53 | 0,79 | 378      |
| Sarzedo           | 60,58 | 21,15 | 15,38 | 0    | 0    | 104      |
| Segões            | 69,88 | 9,64  | 9,64  | 2,41 | 0    | 83       |
| Sever             | 74,00 | 11,43 | 10,86 | 1,43 | 0,57 | 350      |
| Vilar             | 54,76 | 28,91 | 13,61 | 0,34 | 0,68 | 294      |
| Moimenta da Beira | 48,90 | 31,62 | 13,79 | 1,63 | 1,11 | 5 845    |

### Mortágua
| Partido                 | Partido                        | Votos | %               | +/-  |
| ----------------------- | ------------------------------ | ----- | --------------- | ---- |
|                         | Partido Social Democrata       | 2 840 | 52,67 / 100,00  | 8,89 |
|                         | Partido Socialista             | 1 799 | 33,36 / 100,00  | 9,11 |
|                         | Partido Popular                | 345   | 6,40 / 100,00   | 0,88 |
|                         | Bloco de Esquerda              | 102   | 1,89 / 100,00   | 0,59 |
|                         | Coligação Democrática Unitária | 101   | 1,87 / 100,00   | 0,71 |
|                         | Outros                         | 62    | 1,15 / 100,00   |      |
| Votos Inválidos         | Votos Inválidos                | 143   | 2,65 / 100,00   | 0,01 |
| Total                   | Total                          | 5 392 | 100,00 / 100,00 |      |
| Eleitorado/Participação | Eleitorado/Participação        | 9 534 | 56,56 / 100,00  | 1,04 |

| Freguesia       | %     | %     | %    | %    | %    | Votantes |
| Freguesia       | PSD   | PS    | PP   | BE   | CDU  | Votantes |
| --------------- | ----- | ----- | ---- | ---- | ---- | -------- |
| Almaça          | 70,00 | 15,00 | 5,00 | 0    | 0    | 60       |
| Cercosa         | 45,53 | 40,85 | 7,23 | 1,28 | 1,70 | 235      |
| Cortegaça       | 51,17 | 40,38 | 5,16 | 1,41 | 0    | 213      |
| Espinho         | 65,82 | 21,56 | 7,09 | 1,56 | 0,99 | 705      |
| Marmeleira      | 47,47 | 42,42 | 1,35 | 1,01 | 2,69 | 297      |
| Mortágua        | 46,20 | 38,12 | 5,13 | 3,15 | 2,94 | 1 461    |
| Pala            | 62,99 | 21,68 | 7,29 | 1,68 | 1,87 | 535      |
| Sobral          | 58,45 | 26,48 | 8,19 | 1,57 | 1,48 | 1 148    |
| Trezoi          | 47,41 | 41,48 | 7,04 | 0,74 | 1,11 | 270      |
| Vale de Remígio | 35,47 | 51,50 | 7,05 | 1,28 | 2,14 | 468      |
| Mortágua        | 52,67 | 33,36 | 6,40 | 1,89 | 1,87 | 5 392    |

### Nelas
| Partido                 | Partido                        | Votos  | %               | +/-   |
| ----------------------- | ------------------------------ | ------ | --------------- | ----- |
|                         | Partido Social Democrata       | 3 740  | 51,79 / 100,00  | 10,70 |
|                         | Partido Socialista             | 2 258  | 31,27 / 100,00  | 12,26 |
|                         | Partido Popular                | 733    | 10,15 / 100,00  | 1,70  |
|                         | Bloco de Esquerda              | 161    | 2,23 / 100,00   | 1,24  |
|                         | Coligação Democrática Unitária | 113    | 1,56 / 100,00   | 0,34  |
|                         | Outros                         | 79     | 1,10 / 100,00   |       |
| Votos Inválidos         | Votos Inválidos                | 138    | 1,91 / 100,00   | 0,85  |
| Total                   | Total                          | 7 222  | 100,00 / 100,00 |       |
| Eleitorado/Participação | Eleitorado/Participação        | 12 572 | 57,45 / 100,00  | 0,81  |

| Freguesia         | %     | %     | %     | %    | %    | Votantes |
| Freguesia         | PSD   | PS    | PP    | BE   | CDU  | Votantes |
| ----------------- | ----- | ----- | ----- | ---- | ---- | -------- |
| Aguieira          | 50,56 | 39,39 | 5,87  | 0,56 | 0,84 | 358      |
| Canas de Senhorim | 60,31 | 18,50 | 11,06 | 4,56 | 2,81 | 1 600    |
| Carvalhal Redondo | 38,89 | 45,88 | 8,78  | 1,79 | 1,43 | 558      |
| Lapa do Lobo      | 48,63 | 38,36 | 6,39  | 2,51 | 2,05 | 438      |
| Moreira           | 59,65 | 26,16 | 9,09  | 0,89 | 0,44 | 451      |
| Nelas             | 46,38 | 36,22 | 10,65 | 2,22 | 1,23 | 2 029    |
| Santar            | 43,86 | 44,76 | 6,59  | 1,20 | 1,20 | 668      |
| Senhorim          | 57,55 | 22,48 | 15,57 | 0,47 | 1,26 | 636      |
| Vilar Seco        | 60,95 | 21,07 | 11,98 | 1,03 | 1,03 | 484      |
| Nelas             | 51,79 | 31,27 | 10,15 | 2,23 | 1,56 | 7 222    |

### Oliveira de Frades
| Partido                 | Partido                        | Votos | %               | +/-  |
| ----------------------- | ------------------------------ | ----- | --------------- | ---- |
|                         | Partido Social Democrata       | 3 279 | 56,69 / 100,00  | 7,35 |
|                         | Partido Socialista             | 1 455 | 25,16 / 100,00  | 5,95 |
|                         | Partido Popular                | 750   | 12,97 / 100,00  | 0,27 |
|                         | Bloco de Esquerda              | 74    | 1,28 / 100,00   | 0,51 |
|                         | Coligação Democrática Unitária | 72    | 1,24 / 100,00   | 0,70 |
|                         | Outros                         | 64    | 1,11 / 100,00   |      |
| Votos Inválidos         | Votos Inválidos                | 90    | 1,56 / 100,00   | 0,29 |
| Total                   | Total                          | 5 784 | 100,00 / 100,00 |      |
| Eleitorado/Participação | Eleitorado/Participação        | 8 785 | 65,84 / 100,00  | 3,27 |

| Freguesia             | %     | %     | %     | %    | %    | Votantes |
| Freguesia             | PSD   | PS    | PP    | BE   | CDU  | Votantes |
| --------------------- | ----- | ----- | ----- | ---- | ---- | -------- |
| Arca                  | 54,11 | 34,63 | 7,36  | 0,43 | 0,87 | 231      |
| Arcozelo das Maias    | 60,70 | 19,91 | 13,53 | 1,49 | 0,96 | 939      |
| Destriz               | 54,11 | 34,63 | 7,36  | 0,43 | 0,87 | 231      |
| Oliveira de Frades    | 51,29 | 29,86 | 13,18 | 2,09 | 1,50 | 1 199    |
| Pinheiro              | 57,34 | 21,40 | 16,19 | 0,96 | 1,10 | 729      |
| Reigoso               | 50,48 | 26,67 | 16,67 | 0,48 | 2,86 | 210      |
| Ribeiradio            | 54,99 | 28,35 | 11,97 | 0,28 | 1,28 | 702      |
| São João da Serra     | 59,43 | 24,29 | 11,14 | 1,43 | 0,86 | 350      |
| São Vicente de Lafões | 59,56 | 21,54 | 14,95 | 0,66 | 1,10 | 455      |
| Sejães                | 65,77 | 23,49 | 6,71  | 1,34 | 0,67 | 149      |
| Souto de Lafões       | 57,06 | 25,65 | 12,97 | 1,44 | 1,44 | 347      |
| Varzielas             | 65,70 | 13,22 | 13,22 | 3,31 | 1,65 | 242      |
| Oliveira de Frades    | 56,69 | 25,16 | 12,97 | 1,28 | 1,24 | 5 784    |

### Penalva do Castelo
| Partido                 | Partido                        | Votos | %               | +/-   |
| ----------------------- | ------------------------------ | ----- | --------------- | ----- |
|                         | Partido Social Democrata       | 2 744 | 56,19 / 100,00  | 10,56 |
|                         | Partido Socialista             | 1 350 | 27,65 / 100,00  | 10,05 |
|                         | Partido Popular                | 497   | 10,18 / 100,00  | 0,26  |
|                         | Coligação Democrática Unitária | 71    | 1,45 / 100,00   | 0,44  |
|                         | Bloco de Esquerda              | 60    | 1,23 / 100,00   | 0,70  |
|                         | Outros                         | 64    | 1,31 / 100,00   |       |
| Votos Inválidos         | Votos Inválidos                | 97    | 1,98 / 100,00   | 0,14  |
| Total                   | Total                          | 4 883 | 100,00 / 100,00 |       |
| Eleitorado/Participação | Eleitorado/Participação        | 8 495 | 57,48 / 100,00  | 0,90  |

| Freguesia           | %     | %     | %     | %    | %    | Votantes |
| Freguesia           | PSD   | PS    | PP    | CDU  | BE   | Votantes |
| ------------------- | ----- | ----- | ----- | ---- | ---- | -------- |
| Antas               | 72,77 | 17,28 | 6,81  | 0    | 0    | 191      |
| Castelo de Penalva  | 65,07 | 15,81 | 11,58 | 1,10 | 1,10 | 544      |
| Esmolfe             | 62,83 | 20,39 | 11,84 | 1,64 | 0,99 | 304      |
| Germil              | 52,79 | 31,60 | 9,29  | 2,60 | 0,74 | 269      |
| Ínsua               | 44,32 | 42,08 | 6,00  | 2,42 | 1,97 | 1 117    |
| Lusinde             | 64,83 | 19,31 | 8,97  | 0,69 | 4,83 | 145      |
| Mareco              | 62,79 | 23,26 | 4,65  | 0    | 4,65 | 86       |
| Matela              | 73,19 | 14,49 | 7,97  | 0    | 1,45 | 138      |
| Pindo               | 59,68 | 24,01 | 12,36 | 0,96 | 0,61 | 1 141    |
| Real                | 51,43 | 24,57 | 16,00 | 1,71 | 0,57 | 175      |
| Sezures             | 50,00 | 32,75 | 11,25 | 0,75 | 0,50 | 400      |
| Trancozelos         | 46,81 | 37,77 | 9,04  | 3,72 | 1,06 | 188      |
| Vila Cova do Covelo | 62,16 | 14,59 | 18,38 | 0,54 | 1,08 | 185      |
| Penalva do Castelo  | 56,19 | 27,65 | 10,18 | 1,45 | 1,23 | 4 883    |

### Penedono
| Partido                 | Partido                        | Votos | %               | +/-  |
| ----------------------- | ------------------------------ | ----- | --------------- | ---- |
|                         | Partido Social Democrata       | 930   | 54,01 / 100,00  | 8,00 |
|                         | Partido Socialista             | 534   | 31,01 / 100,00  | 8,26 |
|                         | Partido Popular                | 125   | 7,26 / 100,00   | 0,46 |
|                         | Coligação Democrática Unitária | 36    | 2,09 / 100,00   | 0,66 |
|                         | Bloco de Esquerda              | 31    | 1,80 / 100,00   | 1,01 |
|                         | Outros                         | 20    | 1,15 / 100,00   |      |
| Votos Inválidos         | Votos Inválidos                | 46    | 2,66 / 100,00   | 0,86 |
| Total                   | Total                          | 1 722 | 100,00 / 100,00 |      |
| Eleitorado/Participação | Eleitorado/Participação        | 3 318 | 51,90 / 100,00  | 2,89 |

| Freguesia       | %     | %     | %     | %    | %    | Votantes |
| Freguesia       | PSD   | PS    | PP    | CDU  | BE   | Votantes |
| --------------- | ----- | ----- | ----- | ---- | ---- | -------- |
| Antas           | 54,43 | 31,65 | 5,06  | 2,53 | 1,90 | 158      |
| Beselga         | 48,94 | 29,79 | 10,11 | 0,53 | 5,32 | 188      |
| Castainço       | 49,57 | 42,74 | 4,27  | 0,85 | 1,71 | 117      |
| Granja          | 54,29 | 24,76 | 10,48 | 3,81 | 1,90 | 105      |
| Ourozinho       | 51,11 | 37,78 | 4,44  | 1,11 | 2,22 | 90       |
| Penedono        | 46,22 | 39,29 | 7,35  | 2,31 | 1,89 | 476      |
| Penela da Beira | 55,87 | 31,46 | 6,10  | 1,41 | 0,47 | 213      |
| Póvoa de Penela | 60,23 | 17,54 | 11,11 | 5,26 | 1,17 | 171      |
| Souto           | 73,04 | 16,67 | 5,39  | 0,98 | 0    | 204      |
| Penedono        | 54,01 | 31,01 | 7,26  | 2,09 | 1,80 | 1 722    |

### Resende
| Partido                 | Partido                        | Votos  | %               | +/-  |
| ----------------------- | ------------------------------ | ------ | --------------- | ---- |
|                         | Partido Socialista             | 3 175  | 45,07 / 100,00  | 1,15 |
|                         | Partido Social Democrata       | 3 075  | 43,65 / 100,00  | 2,08 |
|                         | Partido Popular                | 434    | 6,16 / 100,00   | 0,45 |
|                         | Coligação Democrática Unitária | 87     | 1,23 / 100,00   | 0,25 |
|                         | Outros                         | 127    | 1,79 / 100,00   |      |
| Votos Inválidos         | Votos Inválidos                | 147    | 2,08 / 100,00   | 0,17 |
| Total                   | Total                          | 7 045  | 100,00 / 100,00 |      |
| Eleitorado/Participação | Eleitorado/Participação        | 11 648 | 60,48 / 100,00  | 1,41 |

| Freguesia              | %     | %     | %    | %    | Votantes |
| Freguesia              | PS    | PSD   | PP   | CDU  | Votantes |
| ---------------------- | ----- | ----- | ---- | ---- | -------- |
| Anreade                | 56,67 | 34,72 | 3,01 | 1,29 | 697      |
| Barrô                  | 36,38 | 48,72 | 9,15 | 1,70 | 470      |
| Cárquere               | 41,62 | 49,09 | 4,04 | 2,22 | 495      |
| Feirão                 | 18,68 | 62,64 | 7,69 | 2,20 | 91       |
| Felgueiras             | 50,24 | 39,23 | 5,26 | 0,96 | 209      |
| Freigil                | 60,53 | 31,25 | 5,59 | 0,33 | 304      |
| Miomães                | 53,52 | 35,94 | 6,25 | 0,39 | 256      |
| Ovadas                 | 38,89 | 55,13 | 3,85 | 0    | 234      |
| Panchorra              | 25,17 | 61,54 | 9,79 | 0    | 143      |
| Paus                   | 33,44 | 55,41 | 5,41 | 0,96 | 314      |
| Resende                | 51,17 | 35,51 | 7,15 | 1,97 | 1 622    |
| São Cipriano           | 39,71 | 49,00 | 7,29 | 1,28 | 549      |
| São João de Fontoura   | 39,96 | 45,03 | 8,67 | 0,63 | 473      |
| São Martinho de Mouros | 34,93 | 54,24 | 6,36 | 0,78 | 896      |
| São Romão de Aregos    | 60,96 | 34,25 | 1,71 | 0,34 | 292      |
| Resende                | 45,07 | 43,65 | 6,16 | 1,23 | 7 045    |

### Santa Comba Dão
| Partido                 | Partido                  | Votos  | %               | +/-  |
| ----------------------- | ------------------------ | ------ | --------------- | ---- |
|                         | Partido Social Democrata | 3 797  | 55,07 / 100,00  | 9,34 |
|                         | Partido Socialista       | 2 203  | 31,95 / 100,00  | 7,03 |
|                         | Partido Popular          | 505    | 7,32 / 100,00   | 0,70 |
|                         | Bloco de Esquerda        | 106    | 1,54 / 100,00   | 0,05 |
|                         | Outros                   | 146    | 2,12 / 100,00   |      |
| Votos Inválidos         | Votos Inválidos          | 138    | 2,00 / 100,00   | 0,80 |
| Total                   | Total                    | 6 895  | 100,00 / 100,00 |      |
| Eleitorado/Participação | Eleitorado/Participação  | 11 260 | 61,23 / 100,00  | 0,17 |

| Freguesia          | %     | %     | %    | %    | Votantes |
| Freguesia          | PSD   | PS    | PP   | BE   | Votantes |
| ------------------ | ----- | ----- | ---- | ---- | -------- |
| Couto do Mosteiro  | 57,18 | 30,55 | 6,53 | 1,96 | 766      |
| Nagozela           | 59,35 | 28,19 | 3,86 | 5,93 | 337      |
| Óvoa               | 58,76 | 26,80 | 9,11 | 0,86 | 582      |
| Pinheiro de Ázere  | 51,93 | 36,36 | 7,70 | 0,62 | 649      |
| Santa Comba Dão    | 48,46 | 37,13 | 7,29 | 2,05 | 1 659    |
| São Joaninho       | 59,69 | 29,06 | 8,26 | 0,85 | 702      |
| São João de Areias | 60,18 | 27,47 | 6,93 | 0,89 | 1 125    |
| Treixedo           | 60,07 | 26,56 | 8,06 | 1,28 | 546      |
| Vimieiro           | 47,64 | 39,32 | 7,18 | 0,95 | 529      |
| Santa Comba Dão    | 55,07 | 31,95 | 7,32 | 1,54 | 6 895    |

### São João da Pesqueira
| Partido                 | Partido                        | Votos | %               | +/-   |
| ----------------------- | ------------------------------ | ----- | --------------- | ----- |
|                         | Partido Social Democrata       | 2 245 | 52,43 / 100,00  | 9,06  |
|                         | Partido Socialista             | 1 268 | 29,61 / 100,00  | 11,33 |
|                         | Partido Popular                | 474   | 11,07 / 100,00  | 2,81  |
|                         | Coligação Democrática Unitária | 82    | 1,91 / 100,00   | 0,44  |
|                         | Outros                         | 119   | 2,77 / 100,00   |       |
| Votos Inválidos         | Votos Inválidos                | 94    | 2,19 / 100,00   | 0,30  |
| Total                   | Total                          | 4 282 | 100,00 / 100,00 |       |
| Eleitorado/Participação | Eleitorado/Participação        | 7 839 | 54,62 / 100,00  | 5,96  |

| Freguesia             | %     | %     | %     | %    | Votantes |
| Freguesia             | PSD   | PS    | PP    | CDU  | Votantes |
| --------------------- | ----- | ----- | ----- | ---- | -------- |
| Castanheiro do Sul    | 64,29 | 24,03 | 7,79  | 0,32 | 308      |
| Ervedosa do Douro     | 44,65 | 36,95 | 12,67 | 1,51 | 663      |
| Espinhosa             | 58,02 | 24,69 | 8,64  | 3,70 | 81       |
| Nagozelo do Douro     | 54,26 | 31,55 | 8,52  | 1,26 | 317      |
| Paredes da Beira      | 64,43 | 15,45 | 13,99 | 0,58 | 343      |
| Pereiros              | 66,67 | 7,58  | 19,70 | 0    | 66       |
| Riodades              | 45,23 | 38,52 | 11,31 | 1,41 | 283      |
| São João da Pesqueira | 50,00 | 30,48 | 9,47  | 4,27 | 866      |
| Soutelo do Douro      | 48,62 | 40,37 | 6,73  | 0,61 | 327      |
| Trevões               | 42,39 | 27,83 | 20,71 | 2,59 | 309      |
| Vale de Figueira      | 51,64 | 29,92 | 8,20  | 2,87 | 244      |
| Valongo dos Azeites   | 61,42 | 21,26 | 13,39 | 0    | 127      |
| Várzea de Trevões     | 63,79 | 23,26 | 6,20  | 1,55 | 129      |
| Vilarouco             | 59,82 | 22,83 | 11,87 | 0,91 | 219      |
| São João da Pesqueira | 52,43 | 29,61 | 11,07 | 1,91 | 4 282    |

### São Pedro do Sul
| Partido                 | Partido                        | Votos  | %               | +/-  |
| ----------------------- | ------------------------------ | ------ | --------------- | ---- |
|                         | Partido Social Democrata       | 5 083  | 49,20 / 100,00  | 9,03 |
|                         | Partido Socialista             | 3 605  | 34,89 / 100,00  | 7,80 |
|                         | Partido Popular                | 886    | 8,58 / 100,00   | 0,31 |
|                         | Coligação Democrática Unitária | 255    | 2,47 / 100,00   | 1,41 |
|                         | Bloco de Esquerda              | 139    | 1,35 / 100,00   | 0,49 |
|                         | Outros                         | 144    | 1,38 / 100,00   |      |
| Votos Inválidos         | Votos Inválidos                | 219    | 2,12 / 100,00   | 0,10 |
| Total                   | Total                          | 10 331 | 100,00 / 100,00 |      |
| Eleitorado/Participação | Eleitorado/Participação        | 17 148 | 60,25 / 100,00  | 1,15 |

| Freguesia               | %     | %     | %     | %    | %    | Votantes |
| Freguesia               | PSD   | PS    | PP    | CDU  | BE   | Votantes |
| ----------------------- | ----- | ----- | ----- | ---- | ---- | -------- |
| Baiões                  | 34,98 | 35,47 | 10,84 | 8,87 | 3,45 | 203      |
| Bordonhos               | 53,71 | 34,63 | 7,42  | 1,77 | 1,41 | 283      |
| Candal                  | 39,24 | 48,10 | 3,80  | 1,27 | 1,27 | 79       |
| Carvalhais              | 58,51 | 28,39 | 6,90  | 1,38 | 0,80 | 870      |
| Covas do Rio            | 45,92 | 40,82 | 7,14  | 0    | 1,02 | 98       |
| Figueiredo de Alva      | 52,72 | 29,59 | 9,52  | 3,23 | 0,34 | 588      |
| Manhouce                | 46,59 | 32,97 | 9,54  | 3,00 | 2,45 | 367      |
| Pindelo dos Milagres    | 54,55 | 25,76 | 14,14 | 1,01 | 1,26 | 396      |
| Pinho                   | 51,98 | 27,31 | 14,31 | 1,32 | 1,13 | 531      |
| Santa Cruz da Trapa     | 47,68 | 37,14 | 9,28  | 1,63 | 1,00 | 797      |
| São Cristóvão de Lafões | 67,79 | 24,16 | 4,70  | 0,67 | 1,34 | 149      |
| São Félix               | 36,28 | 48,84 | 7,91  | 0,93 | 0,93 | 215      |
| São Martinho das Moitas | 41,63 | 43,27 | 6,12  | 0,82 | 3,27 | 245      |
| São Pedro do Sul        | 43,91 | 39,83 | 7,44  | 4,08 | 2,23 | 2 109    |
| Serrazes                | 47,52 | 39,78 | 7,74  | 0,77 | 0,93 | 646      |
| Sul                     | 47,72 | 34,90 | 8,38  | 2,41 | 1,02 | 788      |
| Valadares               | 61,76 | 19,68 | 12,96 | 1,76 | 0,80 | 625      |
| Várzea                  | 43,67 | 45,75 | 4,77  | 2,68 | 0,30 | 671      |
| Vila Maior              | 52,61 | 33,23 | 7,60  | 3,13 | 1,34 | 671      |
| São Pedro do Sul        | 49,20 | 34,89 | 8,58  | 2,47 | 1,35 | 10 331   |

### Sátão
| Partido                 | Partido                  | Votos  | %               | +/-  |
| ----------------------- | ------------------------ | ------ | --------------- | ---- |
|                         | Partido Social Democrata | 3 997  | 55,05 / 100,00  | 6,83 |
|                         | Partido Socialista       | 1 810  | 24,93 / 100,00  | 6,42 |
|                         | Partido Popular          | 1 089  | 15,00 / 100,00  | 0,37 |
|                         | Outros                   | 226    | 3,10 / 100,00   |      |
| Votos Inválidos         | Votos Inválidos          | 139    | 1,91 / 100,00   | 0,28 |
| Total                   | Total                    | 7 261  | 100,00 / 100,00 |      |
| Eleitorado/Participação | Eleitorado/Participação  | 11 930 | 60,86 / 100,00  | 1,26 |

| Freguesia              | %     | %     | %     | Votantes |
| Freguesia              | PSD   | PS    | PP    | Votantes |
| ---------------------- | ----- | ----- | ----- | -------- |
| Águas Boas             | 49,72 | 36,46 | 9,94  | 181      |
| Avelal                 | 52,50 | 18,44 | 25,63 | 320      |
| Decermilo              | 59,83 | 17,95 | 17,09 | 117      |
| Ferreira de Aves       | 56,91 | 20,93 | 17,80 | 1 562    |
| Forles                 | 49,35 | 18,18 | 25,97 | 77       |
| Mioma                  | 57,89 | 26,69 | 11,09 | 577      |
| Rio de Moinhos         | 47,61 | 33,67 | 13,79 | 689      |
| Romãs                  | 50,80 | 29,38 | 13,81 | 565      |
| São Miguel de Vila Boa | 55,99 | 19,65 | 19,52 | 743      |
| Sátão                  | 56,51 | 26,77 | 10,21 | 1 890    |
| Silvã de Cima          | 59,13 | 17,71 | 19,89 | 367      |
| Vila Longa             | 53,18 | 31,21 | 13,29 | 173      |
| Sátão                  | 55,05 | 24,93 | 15,00 | 7 261    |

### Sernancelhe
| Partido                 | Partido                  | Votos | %               | +/-   |
| ----------------------- | ------------------------ | ----- | --------------- | ----- |
|                         | Partido Social Democrata | 2 028 | 53,92 / 100,00  | 10,01 |
|                         | Partido Socialista       | 1 107 | 29,43 / 100,00  | 3,67  |
|                         | Partido Popular          | 481   | 12,79 / 100,00  | 5,61  |
|                         | Outros                   | 93    | 2,48 / 100,00   |       |
| Votos Inválidos         | Votos Inválidos          | 52    | 1,38 / 100,00   | 0,34  |
| Total                   | Total                    | 3 761 | 100,00 / 100,00 |       |
| Eleitorado/Participação | Eleitorado/Participação  | 6 473 | 58,10 / 100,00  | 1,12  |

| Freguesia     | %     | %     | %     | Votantes |
| Freguesia     | PSD   | PS    | PP    | Votantes |
| ------------- | ----- | ----- | ----- | -------- |
| Arnas         | 70,55 | 10,43 | 15,95 | 163      |
| Carregal      | 70,15 | 15,52 | 10,15 | 335      |
| Chosendo      | 50,91 | 29,70 | 13,94 | 165      |
| Cunha         | 60,96 | 20,32 | 13,37 | 187      |
| Escurquela    | 55,46 | 38,66 | 3,36  | 119      |
| Faia          | 63,05 | 23,30 | 11,65 | 103      |
| Ferreirim     | 60,18 | 22,71 | 12,98 | 339      |
| Fonte Arcada  | 39,90 | 22,22 | 31,82 | 198      |
| Freixinho     | 45,13 | 41,59 | 10,62 | 113      |
| Granjal       | 45,32 | 43,35 | 6,40  | 203      |
| Lamosa        | 59,06 | 21,26 | 14,96 | 127      |
| Macieira      | 64,44 | 23,33 | 10,00 | 90       |
| Penso         | 65,03 | 24,54 | 7,36  | 163      |
| Quintela      | 49,05 | 30,48 | 16,19 | 210      |
| Sarzeda       | 59,21 | 21,75 | 15,41 | 331      |
| Sernancelhe   | 41,38 | 47,18 | 7,57  | 621      |
| Vila da Ponte | 42,86 | 36,73 | 18,03 | 294      |
| Sernancelhe   | 53,92 | 29,43 | 12,79 | 3 761    |

### Tabuaço
| Partido                 | Partido                  | Votos | %               | +/-  |
| ----------------------- | ------------------------ | ----- | --------------- | ---- |
|                         | Partido Social Democrata | 1 939 | 49,10 / 100,00  | 5,78 |
|                         | Partido Socialista       | 1 178 | 29,83 / 100,00  | 4,70 |
|                         | Partido Popular          | 645   | 16,33 / 100,00  | 0,04 |
|                         | Outros                   | 124   | 3,15 / 100,00   |      |
| Votos Inválidos         | Votos Inválidos          | 63    | 1,60 / 100,00   | 0,39 |
| Total                   | Total                    | 3 949 | 100,00 / 100,00 |      |
| Eleitorado/Participação | Eleitorado/Participação  | 6 465 | 61,08 / 100,00  | 2,49 |

| Freguesia        | %     | %     | %     | Votantes |
| Freguesia        | PSD   | PS    | PP    | Votantes |
| ---------------- | ----- | ----- | ----- | -------- |
| Adorigo          | 46,80 | 17,60 | 33,60 | 250      |
| Arcos            | 57,89 | 22,56 | 11,28 | 133      |
| Barcos           | 35,58 | 26,69 | 29,45 | 326      |
| Chavães          | 39,29 | 37,76 | 15,31 | 196      |
| Desejosa         | 53,33 | 34,17 | 5,00  | 120      |
| Granja do Tedo   | 73,33 | 4,44  | 20,00 | 180      |
| Granjinha        | 55,00 | 25,00 | 15,00 | 40       |
| Longra           | 79,13 | 9,71  | 9,22  | 206      |
| Paradela         | 63,73 | 13,73 | 16,67 | 102      |
| Pereiro          | 52,53 | 30,30 | 10,10 | 99       |
| Pinheiros        | 55,93 | 16,10 | 23,73 | 118      |
| Santa Leocádia   | 51,72 | 24,14 | 20,69 | 87       |
| Sendim           | 46,38 | 39,49 | 8,51  | 552      |
| Tabuaço          | 43,26 | 37,24 | 16,08 | 964      |
| Távora           | 48,29 | 33,33 | 14,10 | 234      |
| Vale de Figueira | 54,26 | 20,21 | 22,34 | 94       |
| Valença do Douro | 42,74 | 42,74 | 9,68  | 248      |
| Tabuaço          | 49,10 | 29,83 | 16,33 | 3 949    |

### Tarouca
| Partido                 | Partido                        | Votos | %               | +/-   |
| ----------------------- | ------------------------------ | ----- | --------------- | ----- |
|                         | Partido Social Democrata       | 2 005 | 50,76 / 100,00  | 11,91 |
|                         | Partido Socialista             | 1 295 | 32,78 / 100,00  | 11,81 |
|                         | Partido Popular                | 357   | 9,04 / 100,00   | 0,53  |
|                         | Coligação Democrática Unitária | 103   | 2,61 / 100,00   | 0,06  |
|                         | Bloco de Esquerda              | 44    | 1,11 / 100,00   | 0,51  |
|                         | Outros                         | 59    | 1,50 / 100,00   |       |
| Votos Inválidos         | Votos Inválidos                | 87    | 2,20 / 100,00   | 0,41  |
| Total                   | Total                          | 3 950 | 100,00 / 100,00 |       |
| Eleitorado/Participação | Eleitorado/Participação        | 7 355 | 53,70 / 100,00  | 2,00  |

| Freguesia           | %     | %     | %     | %    | %    | Votantes |
| Freguesia           | PSD   | PS    | PP    | CDU  | BE   | Votantes |
| ------------------- | ----- | ----- | ----- | ---- | ---- | -------- |
| Dálvares            | 49,82 | 34,18 | 8,00  | 2,18 | 2,55 | 275      |
| Gouviães            | 54,59 | 33,62 | 7,86  | 0,87 | 1,31 | 229      |
| Granja Nova         | 43,67 | 37,55 | 8,73  | 5,24 | 0,44 | 229      |
| Mondim da Beira     | 46,95 | 32,89 | 6,10  | 7,96 | 1,86 | 377      |
| Salzedas            | 52,52 | 25,90 | 12,71 | 2,16 | 0,72 | 417      |
| São João de Tarouca | 57,26 | 30,88 | 6,30  | 2,19 | 0    | 365      |
| Tarouca             | 48,35 | 36,68 | 9,49  | 1,55 | 1,26 | 1 423    |
| Ucanha              | 42,97 | 39,84 | 7,03  | 3,52 | 0,78 | 256      |
| Várzea da Serra     | 65,77 | 18,46 | 8,46  | 0,77 | 0,77 | 260      |
| Vila Chã da Beira   | 57,98 | 18,49 | 19,33 | 2,52 | 0,84 | 119      |
| Tarouca             | 50,76 | 32,78 | 9,04  | 2,61 | 1,11 | 3 950    |

### Tondela
| Partido                 | Partido                        | Votos  | %               | +/-  |
| ----------------------- | ------------------------------ | ------ | --------------- | ---- |
|                         | Partido Social Democrata       | 10 244 | 56,85 / 100,00  | 8,06 |
|                         | Partido Socialista             | 4 606  | 25,56 / 100,00  | 7,40 |
|                         | Partido Popular                | 2 152  | 11,94 / 100,00  | 0,45 |
|                         | Coligação Democrática Unitária | 281    | 1,56 / 100,00   | 0,32 |
|                         | Bloco de Esquerda              | 217    | 1,20 / 100,00   | 0,10 |
|                         | Outros                         | 193    | 1,07 / 100,00   |      |
| Votos Inválidos         | Votos Inválidos                | 327    | 1,81 / 100,00   | 0,50 |
| Total                   | Total                          | 18 020 | 100,00 / 100,00 |      |
| Eleitorado/Participação | Eleitorado/Participação        | 28 598 | 63,01 / 100,00  | 1,12 |

| Freguesia             | %     | %     | %     | %    | %    | Votantes |
| Freguesia             | PSD   | PS    | PP    | CDU  | BE   | Votantes |
| --------------------- | ----- | ----- | ----- | ---- | ---- | -------- |
| Barreiro de Besteiros | 77,79 | 8,35  | 10,58 | 0,30 | 0,75 | 671      |
| Campo de Besteiros    | 45,60 | 33,17 | 16,16 | 1,69 | 0,97 | 829      |
| Canas de Santa Maria  | 52,10 | 29,11 | 13,96 | 2,01 | 0,82 | 1 096    |
| Caparrosa             | 66,83 | 22,33 | 8,37  | 0,82 | 0    | 609      |
| Castelões             | 61,89 | 17,25 | 14,33 | 1,36 | 1,56 | 1 026    |
| Dardavaz              | 71,03 | 12,93 | 13,97 | 0,17 | 0,52 | 580      |
| Ferreirós do Dão      | 62,45 | 30,32 | 3,25  | 1,08 | 0,36 | 277      |
| Guardão               | 49,62 | 33,84 | 6,64  | 5,88 | 0,87 | 919      |
| Lajeosa do Dão        | 55,86 | 21,39 | 17,19 | 1,03 | 0,60 | 1 169    |
| Lobão da Beira        | 50,85 | 29,75 | 13,88 | 0,71 | 1,13 | 706      |
| Molelos               | 49,20 | 35,36 | 8,67  | 1,40 | 1,54 | 1 431    |
| Mosteirinho           | 77,48 | 12,58 | 5,96  | 0,66 | 1,32 | 151      |
| Mosteiro de Fráguas   | 61,08 | 21,70 | 13,92 | 0,47 | 0,71 | 424      |
| Mouraz                | 60,69 | 24,51 | 7,73  | 2,14 | 1,32 | 608      |
| Nandufe               | 56,31 | 24,55 | 13,29 | 1,58 | 1,13 | 444      |
| Parada de Gonta       | 64,68 | 20,92 | 10,17 | 0,58 | 1,15 | 521      |
| Sabugosa              | 43,85 | 32,89 | 18,98 | 1,07 | 1,07 | 374      |
| Santiago de Besteiros | 53,01 | 21,10 | 20,49 | 2,21 | 0,98 | 815      |
| São João do Monte     | 64,13 | 19,30 | 10,64 | 3,04 | 1,22 | 658      |
| São Miguel do Outeiro | 43,93 | 39,11 | 10,79 | 2,50 | 1,16 | 519      |
| Silvares              | 63,36 | 33,59 | 3,05  | 0    | 0    | 131      |
| Tonda                 | 55,14 | 27,41 | 11,91 | 0,82 | 0,98 | 613      |
| Tondela               | 52,44 | 30,56 | 9,65  | 1,72 | 2,39 | 2 094    |
| Tourigo               | 72,09 | 15,78 | 8,01  | 0,49 | 0,97 | 412      |
| Vila Nova da Rainha   | 62,26 | 19,18 | 13,84 | 0    | 0,94 | 318      |
| Vilar de Besteiros    | 61,12 | 20,16 | 12,00 | 0,80 | 2,72 | 625      |
| Tondela               | 56,85 | 25,56 | 11,94 | 1,56 | 1,20 | 18 020   |

### Vila Nova de Paiva
| Partido                 | Partido                  | Votos | %               | +/-   |
| ----------------------- | ------------------------ | ----- | --------------- | ----- |
|                         | Partido Social Democrata | 1 647 | 53,93 / 100,00  | 13,51 |
|                         | Partido Socialista       | 871   | 28,52 / 100,00  | 5,17  |
|                         | Partido Popular          | 385   | 12,61 / 100,00  | 6,94  |
|                         | Bloco de Esquerda        | 32    | 1,05 / 100,00   | 0,16  |
|                         | Outros                   | 64    | 2,09 / 100,00   |       |
| Votos Inválidos         | Votos Inválidos          | 55    | 1,80 / 100,00   | 0,66  |
| Total                   | Total                    | 3 054 | 100,00 / 100,00 |       |
| Eleitorado/Participação | Eleitorado/Participação  | 5 578 | 54,75 / 100,00  | 1,15  |

| Freguesia             | %     | %     | %     | %    | Votantes |
| Freguesia             | PSD   | PS    | PP    | BE   | Votantes |
| --------------------- | ----- | ----- | ----- | ---- | -------- |
| Alhais                | 43,12 | 41,59 | 9,79  | 1,83 | 327      |
| Fráguas               | 58,59 | 29,80 | 7,07  | 1,52 | 198      |
| Pendilhe              | 42,73 | 31,16 | 20,47 | 0,59 | 337      |
| Queiriga              | 56,00 | 34,00 | 6,00  | 1,11 | 450      |
| Touro                 | 50,70 | 25,05 | 19,64 | 0,20 | 499      |
| Vila Cova à Coelheira | 66,00 | 16,00 | 13,64 | 0,73 | 550      |
| Vila Nova de Paiva    | 54,55 | 29,58 | 10,10 | 1,59 | 693      |
| Vila Nova de Paiva    | 53,93 | 28,52 | 12,61 | 1,05 | 3 054    |

### Viseu
| Partido                 | Partido                        | Votos  | %               | +/-  |
| ----------------------- | ------------------------------ | ------ | --------------- | ---- |
|                         | Partido Social Democrata       | 24 640 | 51,34 / 100,00  | 7,24 |
|                         | Partido Socialista             | 15 025 | 31,30 / 100,00  | 5,55 |
|                         | Partido Popular                | 5 244  | 10,93 / 100,00  | 0,27 |
|                         | Bloco de Esquerda              | 1 092  | 2,28 / 100,00   | 0,20 |
|                         | Coligação Democrática Unitária | 657    | 1,37 / 100,00   | 0,98 |
|                         | Outros                         | 484    | 1,01 / 100,00   |      |
| Votos Inválidos         | Votos Inválidos                | 856    | 1,78 / 100,00   | 0,29 |
| Total                   | Total                          | 47 998 | 100,00 / 100,00 |      |
| Eleitorado/Participação | Eleitorado/Participação        | 80 247 | 59,81 / 100,00  | 2,38 |

| Freguesia                    | %     | %     | %     | %    | %    | Votantes |
| Freguesia                    | PSD   | PS    | PP    | BE   | CDU  | Votantes |
| ---------------------------- | ----- | ----- | ----- | ---- | ---- | -------- |
| Abraveses                    | 51,96 | 31,67 | 8,17  | 3,58 | 1,55 | 3 878    |
| Barreiros                    | 42,33 | 36,74 | 15,35 | 1,86 | 0,93 | 215      |
| Boa Aldeia                   | 45,20 | 34,34 | 11,87 | 2,02 | 1,01 | 396      |
| Bodiosa                      | 64,75 | 16,50 | 13,93 | 1,23 | 0,98 | 1 946    |
| Calde                        | 61,10 | 20,96 | 14,13 | 1,12 | 0,45 | 892      |
| Campo                        | 55,06 | 24,09 | 15,73 | 0,62 | 0,62 | 801      |
| Cavernães                    | 57,47 | 23,96 | 13,32 | 1,62 | 0,94 | 743      |
| Cepões                       | 56,63 | 24,25 | 15,00 | 0,13 | 0,63 | 800      |
| Cota                         | 55,06 | 24,09 | 15,73 | 0,62 | 0,62 | 801      |
| Couto de Baixo               | 52,84 | 30,37 | 11,36 | 0,74 | 2,22 | 405      |
| Couto de Cima                | 59,31 | 24,38 | 10,94 | 2,11 | 0,58 | 521      |
| Fail                         | 60,57 | 26,00 | 8,29  | 1,43 | 1,71 | 350      |
| Farminhão                    | 44,73 | 38,77 | 10,74 | 0,80 | 1,79 | 503      |
| Fragosela                    | 47,43 | 40,76 | 6,87  | 2,13 | 0,48 | 1 033    |
| Lordosa                      | 56,43 | 24,90 | 13,65 | 1,31 | 0,70 | 996      |
| Mundão                       | 53,50 | 32,87 | 7,39  | 1,02 | 1,40 | 785      |
| Orgens                       | 46,72 | 35,98 | 10,23 | 2,24 | 2,59 | 1 740    |
| Povolide                     | 49,50 | 35,75 | 10,95 | 0,67 | 1,45 | 895      |
| Ranhados                     | 44,90 | 37,87 | 9,55  | 3,22 | 1,52 | 1 706    |
| Repeses                      | 48,17 | 37,91 | 7,65  | 3,57 | 1,04 | 1 150    |
| Ribafeita                    | 66,23 | 21,02 | 9,09  | 0,94 | 0,94 | 847      |
| Rio de Loba                  | 51,71 | 31,92 | 10,23 | 1,76 | 1,24 | 3 471    |
| Santos Evos                  | 51,13 | 33,13 | 8,70  | 1,67 | 0,95 | 839      |
| São Cipriano                 | 57,84 | 23,57 | 13,24 | 1,09 | 2,07 | 823      |
| São João de Lourosa          | 54,21 | 29,56 | 10,67 | 1,43 | 1,99 | 1 959    |
| São Pedro de France          | 60,16 | 22,33 | 13,40 | 0,24 | 0,71 | 851      |
| São Salvador                 | 46,35 | 38,31 | 9,20  | 1,83 | 1,83 | 1 642    |
| Silgueiros                   | 58,59 | 22,77 | 14,46 | 0,73 | 0,94 | 1 915    |
| Torredeita                   | 44,99 | 37,78 | 10,66 | 1,40 | 1,29 | 929      |
| Vila Chã de Sá               | 48,89 | 34,97 | 11,47 | 0,89 | 0,78 | 898      |
| Vil de Souto                 | 54,96 | 27,85 | 12,35 | 0,48 | 0,97 | 413      |
| Viseu (Coração de Jesus)     | 46,44 | 33,46 | 10,95 | 4,65 | 1,75 | 5 269    |
| Viseu (Santa Maria de Viseu) | 46,22 | 34,59 | 11,54 | 3,52 | 1,52 | 4 204    |
| Viseu (São José)             | 46,95 | 36,55 | 9,49  | 2,81 | 1,54 | 3 382    |
| Viseu                        | 51,34 | 31,30 | 10,93 | 2,28 | 1,37 | 47 998   |

### Vouzela
| Partido                 | Partido                        | Votos  | %               | +/-  |
| ----------------------- | ------------------------------ | ------ | --------------- | ---- |
|                         | Partido Social Democrata       | 3 625  | 55,39 / 100,00  | 7,37 |
|                         | Partido Socialista             | 1 891  | 28,89 / 100,00  | 6,41 |
|                         | Partido Popular                | 666    | 10,18 / 100,00  | 0,63 |
|                         | Coligação Democrática Unitária | 120    | 1,83 / 100,00   | 0,74 |
|                         | Bloco de Esquerda              | 86     | 1,31 / 100,00   | 0,13 |
|                         | Outros                         | 66     | 1,01 / 100,00   |      |
| Votos Inválidos         | Votos Inválidos                | 91     | 1,40 / 100,00   | 0,34 |
| Total                   | Total                          | 6 545  | 100,00 / 100,00 |      |
| Eleitorado/Participação | Eleitorado/Participação        | 10 651 | 61,45 / 100,00  | 1,67 |

| Freguesia              | %     | %     | %     | %    | %    | Votantes |
| Freguesia              | PSD   | PS    | PP    | CDU  | BE   | Votantes |
| ---------------------- | ----- | ----- | ----- | ---- | ---- | -------- |
| Alcofra                | 63,49 | 24,18 | 9,20  | 0,78 | 0,47 | 641      |
| Cambra                 | 68,56 | 13,97 | 12,94 | 1,29 | 0,52 | 773      |
| Campia                 | 65,44 | 13,51 | 16,48 | 1,19 | 1,19 | 1 007    |
| Carvalhal de Vermilhas | 56,59 | 25,58 | 10,85 | 3,10 | 0,78 | 129      |
| Fataunços              | 56,58 | 33,11 | 6,58  | 1,54 | 1,10 | 456      |
| Figueiredo das Donas   | 42,15 | 36,78 | 12,26 | 3,45 | 1,53 | 261      |
| Fornelo do Monte       | 44,05 | 47,02 | 5,36  | 1,19 | 0    | 168      |
| Paços de Vilharigues   | 48,37 | 40,49 | 7,88  | 0,27 | 1,63 | 368      |
| Queirã                 | 53,89 | 29,85 | 9,64  | 2,09 | 2,09 | 861      |
| São Miguel do Mato     | 56,91 | 26,50 | 9,76  | 2,28 | 1,79 | 615      |
| Ventosa                | 46,22 | 41,11 | 7,56  | 0,44 | 0,67 | 450      |
| Vouzela                | 38,48 | 46,45 | 6,13  | 4,41 | 2,33 | 816      |
| Vouzela                | 55,39 | 28,89 | 10,18 | 1,83 | 1,31 | 6 545    |